# ساوتراپ
ساوتراپ (به انگلیسی: Southrop) یک روستا و محله مدنی در بریتانیا است که در Cotswold واقع شده‌است. ساوتراپ ۲۴۵ نفر جمعیت دارد.